# Grotellaforma
Grotellaforma är ett släkte av fjärilar. Grotellaforma ingår i familjen nattflyn.
Kladogram enligt Catalogue of Life:
| Grotellaforma | \| \| Grotellaforma calora \| \| \| \| \| \| Grotellaforma lactea \| \| \| \| |
|               | \| \| Grotellaforma calora \| \| \| \| \| \| Grotellaforma lactea \| \| \| \| |
|               | Grotellaforma calora                                                          |
|               |                                                                               |
|               | Grotellaforma lactea                                                          |
|               |                                                                               |